# Kochankowie z ulicy Kamiennej (piosenka)
Kochankowie z ulicy Kamiennej – piosenka z repertuaru Sławy Przybylskiej. 
Muzykę skomponował Wojciech Solarz do tekstu Agnieszki Osieckiej. Utwór powstał w okresie, gdy autorka studiowała w łódzkiej Szkole Filmowej. Był wykonywany także przez innych artystów, m.in. Elżbietę Czyżewską, Ewę Konstancję Bułhak, Zofię Rysiównę, Elżbietę Wojnowską, Korę, Annę Prucnal i Joannę Kurowską.
Bohaterów piosenki upamiętnia rzeźba-kaskada autorstwa Wojciecha Gryniewicza, którą odsłonięto w 2004 r. przy ul. Włókienniczej (dawniej Kamiennej) w Łodzi.